# Adrià Figueras Trejo
Adrià Figueras Trejo, (Barcelona, 31 d'agost de 1988) és un jugador d'handbol català que juga com a pivot.
Va debutar amb el Fraikin BM Granollers la temporada 2014-2015, equip amb qual ha jugat 5 temporades. Va ser nomenat MVP de la Lliga ASOBAL 2015-16 i de la 2017-2018 i millor pivot d'aquestes dues temporades, així com de la 2016-17. Amb aquest club ha tingut la oportunitat de jugar a la Copa EHF durant unes quantes temporades, arribant a assolir la tercera posició d'aquesta competició en la Final Four jugada al 2016.
A principis de la temporada 2019-2020, el pivot català va anunciar que deixava el club vallesà després de 5 anys, i que firmava per un any amb el conjunt francès del HBC Nantes.
Malgrat ser internacional juvenil en 32 ocasions i 42 en júnior, no va arribar a la selecció absoluta fins als 28 anys i el seu primer gran campionat amb la selecció va ser el Campionat Mundial d'Handbol Masculí de 2017. Amb la selecció ha guanyat dues medalles d'or, als Campionats d'Europa d'Handbol Masculí de 2018 i 2020.

## Clubs
- Balonmano Ciudad de Almería (2007 - 2009)
- FC Barcelona (2013 - 2014)
- Club Balonmano Granollers (2014 - 2020)[12]
- HBC Nantes (2020 -)

## Palmarès

### Internacional
- Medalla d'or en el Campionat Europeu d'Handbol Masculí de 2018
- Medalla d'or en el Campionat Europeu d'Handbol Masculí de 2020

### Consideracions individuals
- MVP de la Lliga ASOBAL (2): 2016 i 2018
- Millor Pivot de la Lliga ASOBAL (3): 2016, 2017 i 2018